# دورادوس
دورادوس (به پرتغالی: Dourados) یک شهرستان در برزیل است که در ماتوگروسو جنوبی واقع شده‌است.

## خصوصیات
دورادوس ۴٬۰۸۶٫۴ کیلومترمربع مساحت و ۲۵۰٬۰۰۰ نفر جمعیت دارد و ۴۳۰ متر بالاتر از سطح دریا واقع شده‌است.